# Anna Lindh-biblioteket

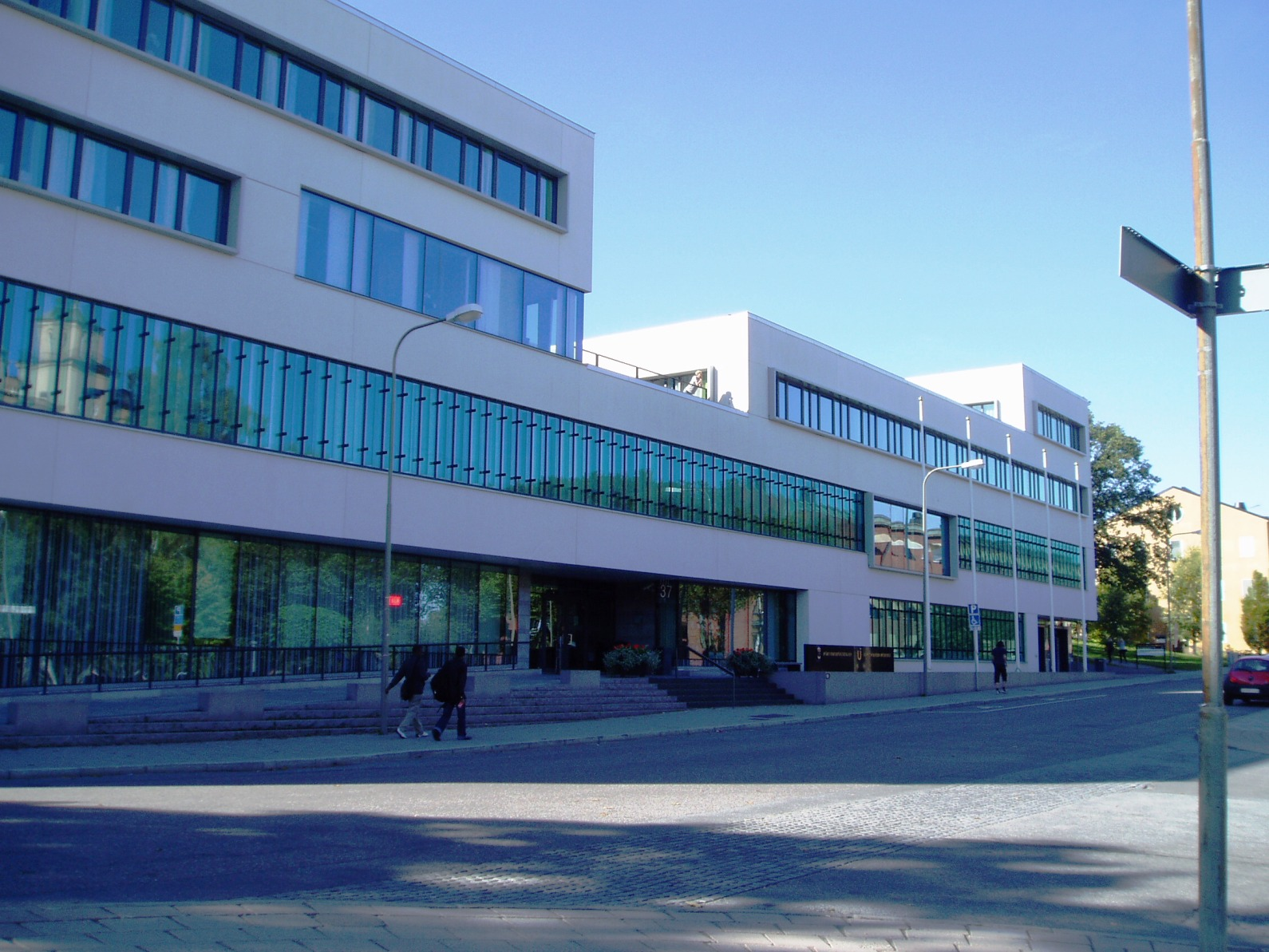
Anna Lindh-biblioteket, Drottning Kristinas väg

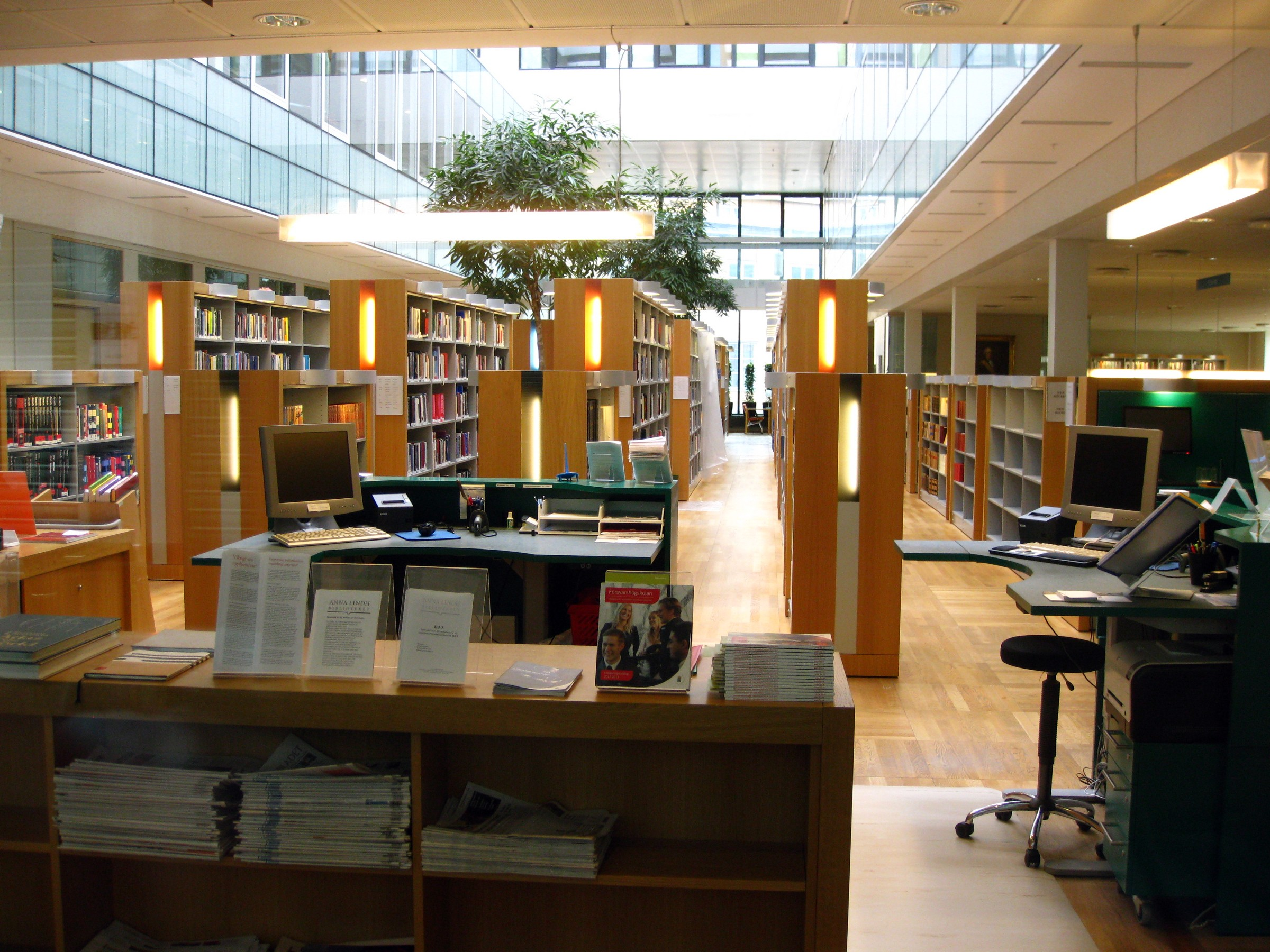
Interiörbild från biblioteket, Drottning Kristinas väg

Anna Lindh-biblioteket är ett utrikes- och säkerhetspolitiskt inriktat bibliotek i Stockholm och är ett nationellt samverkansbibliotek. Biblioteket erbjuder service till Försvarshögskolans studenter, forskare och personal. Biblioteket består av tre delar: Huvudbiblioteket på Drottning Kristinas väg, samt filial på Militärhögskolan Karlberg och biblioteksverkamhet på Försvarsmaktens högkvarter. Huvudbiblioteket är tillgängligt för allmänheten och studerande och personal från andra lärosäten, medan filialerna endast är för behöriga.
Anna Lindh-biblioteket bildades 2005 genom en sammanslagning av Utrikespolitiska institutets och Försvarshögskolans bibliotek och är uppkallat till minne av före detta utrikesminister Anna Lindh som knivmördades på NK 2003 när hon var och handlade kläder där.
Huvudbiblioteket ligger på Drottning Kristinas väg i samma lokaler som Utrikespolitiska institutet och Försvarshögskolan.

## Samlingar
Bibliotekets samlingar består främst av litteratur knutet till ämnena på Försvarshögskolan, som krigsvetenskap, statsvetenskap, säkerhetspolitik och ledarskap. Samlingarna innefattar även ett stort material rörande länder. Biblioteket har även tagit över armé-, marin- och flygstabernas bibliotek.
Samlingarna från den tidigare Militärhögskolans bibliotek på Karlbergs slott ingår sedan 2008 i biblioteket.
Biblioteket fungerar även som depåbibliotek för Nato. Samarbetet möjliggör för låntagare vid biblioteket att få tillgång till material från Natos högkvarter i Bryssel via fjärrlån, samt att vissa tryckta källor tillgängliggörs vid huvudbiblioteket.